# نهائي دوري أبطال أوروبا 2026
نهائي دوري أبطال أوروبا 2026 (بالإنجليزية: 2026 UEFA Champions League final) هي المباراة النهائية لدوري أبطال أوروبا 2025–26، الموسم الحادي والسبعين من بطولة كرة القدم الأوروبية الأولى للأندية التي ينظمها الاتحاد الأوروبي لكرة القدم، والموسم الرابع والثلاثين منذ إعادة تسميتها من كأس أوروبا إلى دوري أبطال أوروبا . سيتم لعبها في ملعب بوشكاش أرينا في بودابست، المجر،  في 30 مايو 2026. 
سيحصل الفائزون على الحق في اللعب ضد الفائزين بالدوري الأوروبي 2025–26 في كأس السوبر الأوروبي 2026، والمنافسة في نهائي كأس القارات للأندية 2026، والتأهل إلى كأس العالم للأندية 2029. وسوف يتأهل الفائزون أيضًا لدخول مرحلة الدوري في دوري أبطال أوروبا 2026–27، ما لم يكونوا قد تأهلوا بالفعل لدوري أبطال أوروبا من خلال أدائهم في الدوري (وفي هذه الحالة سيتم إعادة موازنة قائمة الوصول).